# Powstanie Nika

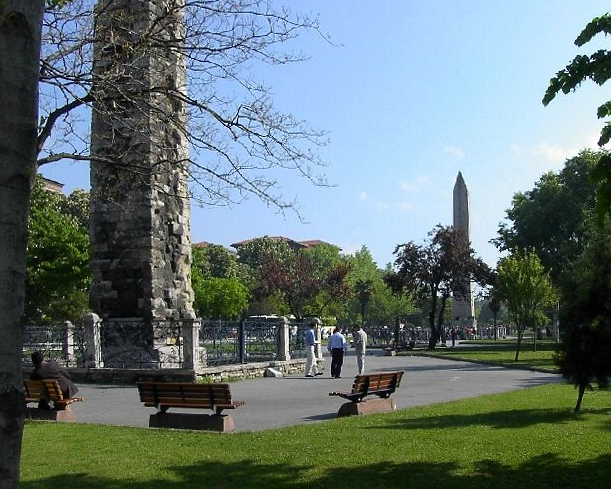
Pozostałości Hipodromu konstantynopolitańskiego

Powstanie Nika (gr. Στάση του Νίκα) – konstantynopolitańskie powstanie ludowe, które trwało od 13 do 18 stycznia 532 roku. Było ono reakcją na brak zgody cesarza Justyniana I na zmniejszenie podatków, ukrócenie nadużyć i usunięcie skorumpowanych urzędników. Zostało stłumione przez Belizariusza i zakończone masakrą ok. 30 tys. powstańców w hipodromie.

## Przyczyny
W starożytnych cesarstwach rzymskim i bizantyjskim istniały stronnictwa cyrkowe, dobrze rozwinięte grupy obywateli kibicujących różnym zespołom (drużynom), w których barwach występowali zawodnicy określonych dyscyplin sportowych, przede wszystkim wyścigów rydwanów. Były cztery główne zespoły wyścigowe różniące się kolorami ubiorów, w jakich występowali zawodnicy; takie same barwy przywdziewali ich kibice. Byli więc Niebiescy, Czerwoni, Zieloni i Biali, jednak w czasach bizantyjskich jedynymi liczącymi się zespołami (i ugrupowaniami kibiców) byli Niebiescy i Zieloni. Cesarz Justynian I kibicował Niebieskim.
Owe ugrupowania kibiców stały się polem dla rozwiązywania wszelkich społecznych i politycznych problemów, dla rozwiązywania których społeczeństwo Bizancjum nie zdołało wykształcić innych form organizacji. Były mieszaniną gangów ulicznych i partii politycznych, zajmując stanowisko we wszelkich ważnych sprawach i wtrącając się w spory pomiędzy kandydatami do tronu. Często starali się wywierać wpływ na politykę cesarzy, głośno skandując swe żądania polityczne pomiędzy gonitwami na hipodromie. Ani siły cesarskie, ani straż miejska nie były w stanie zapanować nad porządkiem w mieście bez współdziałania tego ugrupowania kibiców, które akurat miało przewagę w cyrku i poparcie wpływowych rodzin arystokratycznych; w tym wypadku rodzin, które uważały, że mają większe prawa do tronu niż Justynian.
Bezpośrednią przyczyną wybuchu powstania było aresztowanie kilku Niebieskich i Zielonych oskarżonych o morderstwo podczas zamieszek, do jakich doszło po ostatnich wyścigach rydwanów. Takie zamieszki, podobne do bójek pseudokibiców po lub w trakcie meczów piłkarskich w czasach dzisiejszych, nie były niczym nadzwyczajnym. Tym razem było podobnie; mordercy zostali rozpoznani wśród aresztowanych i powieszeni, ale nie wszyscy. 10 stycznia 532 roku dwaj oskarżeni – jeden Niebieski i jeden Zielony – uciekli z więzienia i znaleźli azyl w kościele, wokół którego zgromadził się rozdrażniony tłum.
Justynian był w kłopocie: toczył właśnie trudne pertraktacje pokojowe z Persami, w kraju rosło niezadowolenie z wysokich podatków, a teraz stanął wobec nieprzewidywalnego w skutkach kryzysu w mieście. Mimo to ogłosił, że następne wyścigi odbędą się 13 stycznia, i kazał schwytać i powiesić uciekinierów. Niebiescy i Zieloni zażądali dla nich ułaskawienia.

## Zamieszki

Plan dzielnicy Konstantynopola z hipodromem

13 stycznia trybuny hipodromu wypełnił rozwścieczony i nieprzyjazny cesarzowi tłum. Hipodrom przylegał do cesarskiego pałacu, więc Justynian mógł oglądać wyścigi ze swej bezpiecznej loży. Od samego początku tłum wykrzykiwał w stronę loży cesarskiej obelgi, a pod koniec dnia, podczas 22 gonitwy, w miejsce zwyczajowych okrzyków „Niebiescy!” i „Zieloni!”, zaczęto skandować jedno słowo Nika (co oznacza „Zwyciężaj!” lub „Naprzód!”), po czym tłum rzucił się do ataku na pałac. Przez następne pięć dni pałac był oblężony. Pożar, jaki wybuchł podczas zamieszek, doprowadził do zniszczenia bazyliki Hagia Sophia.
Część senatorów, którzy uważali ostatnio wprowadzone podatki za zbyt wysokie oraz że cesarz za mało uwagi poświęca sprawom arystokracji, uznała zamieszki za dogodny moment, by obalić Justyniana. Powstańcy, teraz już uzbrojeni i prawdopodobnie po kryjomu dowodzeni przez swych zwolenników w Senacie, żądali, by Justynian zdymisjonował prefekta Jana z Kapadocji, którego obwiniano o podniesienie podatków oraz kwestora Triboniana, odpowiedzialnego za zmianę przepisów prawa karnego. Następnie obwołali nowym cesarzem Hypatiusza, bratanka byłego cesarza Anastazjusza I.
Zrozpaczony Justynian chciał szukać ratunku w ucieczce, ale jego żona Teodora miała rzekomo przywołać go do opamiętania słowami: „Ci, którzy noszą koronę, nigdy nie powinni przeżyć jej utracenia. Nie chcę dożyć dnia, w którym przestaną mnie tytułować cesarzową”. Oświadczyła, że wprawdzie cesarz ma otwartą drogę ucieczki statkiem, ona ma zamiar zostać w mieście, bowiem „purpura jest najlepszym całunem”. 
Justynian porzucił więc plan ucieczki. Opracował plan, w którym kluczowe role odegrać mieli eunuch Narses i generałowie Belizariusz i Mundus. Justynian dał Narsesowi worek złota. Szczupły, drobny eunuch wszedł na teren pełnego złaknionego krwi tłumu hipodromu sam, bez broni i skierował się wprost do sektora Niebieskich. Najważniejszym z nich przypomniał, że cesarz Justynian był zawsze kibicem ich klubu oraz że Hypatiusz, którego obwołali cesarzem, należy do stronnictwa Zielonych. Po czym wręczył im złoto. Przywódcy Niebieskich przedyskutowali sprawę między sobą a następnie przekonali swych zwolenników i w chwili koronacji Hypatiusza większość Niebieskich opuściła hipodrom. Zdezorientowani Zieloni zostali. W tym momencie wojska cesarskie, dowodzone przez Belizariusza i Mundusa wdarły się do cyrku, dokonując rzezi powstańców. 
Zgodnie z relacją Prokopiusza na hipodromie zabitych zostało około 30 tysięcy rebeliantów. Justynian kazał również uśmiercić Hypatiusza i skazał na wygnanie senatorów, którzy wspierali powstanie. Następnie odbudował Konstantynopol i nakazał wzniesienie nowej bazyliki Hagia Sophia.